# 1889년
1889년은 화요일로 시작하는 평년이다.

## 연호
- 청(淸) 광서(光緖) 15년
- 일본(日本) 메이지(明治) 22년
- 응우옌 왕조(阮朝) 동카인(同慶) 4년 / 타인타이(成泰) 원년

## 기년
- 청(淸) 덕종 광서제(德宗 光緖帝) 15년
- 조선(朝鮮) 고종(高宗) 26년
- 응우옌 왕조(阮朝) 성태제(成泰帝) 원년

## 사건
- 함경도와 황해도에서 방곡령이 선포.
- 2월 4일 - 파나마 운하 공사 중단. 프랑스 파나마 운하 회사 파산
- 3월 30일 - 에펠탑 완공
- 5월 5일 - 파리 만국박람회 개최 (10월 31일 폐장).
- 8월 13일 -윌리엄 그레이, 주화 사용 전화기로 특허.
- 11월 2일 - 노스다코타주와 사우스다코타주가 39번째 및 40번째주로 연방에 가입하다.
- 11월 15일 - 쿠데타로 브라질이 공화국이 되다.

## 탄생

### 1월
- 1월 1일 - 일본의 바둑 기사 세고에 겐사쿠. (~1972년)
- 1월 18일 - 일본의 군인 이시와라 간지. (~1949년)

### 2월
- 2월 3일 - 덴마크의 영화감독 칼 테오도르 드레이어. (~1968년)
- 2월 20일 - 미국의 야구 선수 보드워크 브라운. (~1977년)
- 2월 23일 - 미국의 영화 감독 빅터 플레밍. (~1949년)

### 3월
- 3월 12일 - 리비아의 국왕 이드리스 1세. (~1983년)
- 3월 18일 - 대한민국의 독립운동가 이탁. (~1930년)

### 4월
- 4월 1일 - 대한민국의 독립운동가 이영. (~1960년)
- 4월 4일 - 나치 독일의 군인 한스위르겐 폰 아르님. (~1962년)
- 4월 7일 - 칠레의 시인이자 작가, 외교관, 노벨문학상 수상자 가브리엘라 미스트랄. (~1957년)
- 4월 8일 - 잉글랜드의 지휘자 에이드리언 볼트. (~1983년)
- 4월 9일 - 러시아 태생 미국의 바이올리니스트 겸 작곡가 에프렘 짐발리스트. (~1985년)
- 4월 12일 - 대한제국의 독립운동가 이승연. (~1956년)
- 4월 14일 - 영국의 역사학자 아널드 J. 토인비. (~1975년)
- 4월 16일 - 영국의 영화배우 찰리 채플린. (~1977년)
- 4월 19일 - 독일의 법학자 오토 게오르크 티라크. (~1946년)
- 4월 20일 - 독일의 독재자 아돌프 히틀러. (~1946년)
- 4월 21일 - 스위스의 화학자 파울 카러. (~1971년)
- 4월 26일 - 오스트리아의 철학자 루트비히 비트겐슈타인. (~1951년)

### 5월
- 5월 8일 - 대한민국의 독립운동가 겸 언론인 송진우. (~1945년)
- 5월 18일 - 미국의 기계기술자, 화학자 토머스 미즐리 (~1944년)
- 5월 22일 - 일본의 바둑 기사 세고에 겐사쿠. (~1972년)
- 5월 25일 - 러시아계 미국인이자 시코르스키 항공의 설립자 이고르 시코르스키. (~1972년)

### 6월
- 6월 10일 - 대한민국의 독립운동가 김순애. (~1976년)

### 7월
- 7월 5일 - 프랑스의 시인 장 콕토. (~1963년)
- 7월 14일 - 크로아티아 우스타샤 정권의 지도자, 학살자 안테 파벨리치. (~1959년)
- 7월 22일 - 잉글랜드의 영화 감독 제임스 웨일. (~1957년)

### 8월
- 8월 20일 - 대한민국의 군인 이대영. (~1976년)
- 8월 22일 - 미국의 야구 선수 월리 샹. (~1965년)

### 9월
- 9월 5일 - 일본의 정치인 난바라 시게루. (~1974년)
- 9월 14일 - 미국의 지진학자 휴고 베니오프. (~1968년)
- 9월 26일 - 독일의 철학자 마르틴 하이데거. (~1976년)

### 10월
- 10월 26일 - 중국의 지질학자 리쓰광. (~1971년)

### 11월
- 11월 6일 - 일본의 군인 가사하라 유키오. (~1988년)
- 11월 14일 - 인도의 독립운동투사·정치인 자와할랄 네루. (~1964년)
- 11월 16일 - 제2차 세계 대전 당시 독일의 군인 디트리히 크라이스. (~1944년)
- 11월 20일
  - 대한민국의 군인 송호성. (~1959년)
  - 미국의 천문학자 에드윈 허블. (~1953년)

### 12월
- 12월 3일 - 미군의 지휘관, 군인 월턴 워커. (~1950년)
- 12월 6일 - 대한민국의 독립운동가 김중건. (~1933년)
- 12월 10일 - 네덜란드의 화가 한 판 메이헤런. (~1947년)
- 12월 16일 - 대한제국의 독립운동가 김좌진. (~1930년)

### 미상
- 일제 강점기의 언론인 정우택. (~?)

## 사망
- 6월 15일 - 루마니아의 시인 미하이 에미네스쿠. (1850년~)
- 6월 17일 - 웨일스의 기업인 존 휴스. (1814년~)

## 달력
| 1월 |    |    |    |    |    |    |
| 일  | 월 | 화 | 수 | 목 | 금 | 토 |
|     |    | 1  | 2  | 3  | 4  | 5  |
| 6   | 7  | 8  | 9  | 10 | 11 | 12 |
| 13  | 14 | 15 | 16 | 17 | 18 | 19 |
| 20  | 21 | 22 | 23 | 24 | 25 | 26 |
| 27  | 28 | 29 | 30 | 31 |    |    |

| 2월 |    |    |    |    |    |    |
| 일  | 월 | 화 | 수 | 목 | 금 | 토 |
|     |    |    |    |    | 1  | 2  |
| 3   | 4  | 5  | 6  | 7  | 8  | 9  |
| 10  | 11 | 12 | 13 | 14 | 15 | 16 |
| 17  | 18 | 19 | 20 | 21 | 22 | 23 |
| 24  | 25 | 26 | 27 | 28 |    |    |

| 3월 |    |    |    |    |    |    |
| 일  | 월 | 화 | 수 | 목 | 금 | 토 |
|     |    |    |    |    | 1  | 2  |
| 3   | 4  | 5  | 6  | 7  | 8  | 9  |
| 10  | 11 | 12 | 13 | 14 | 15 | 16 |
| 17  | 18 | 19 | 20 | 21 | 22 | 23 |
| 24  | 25 | 26 | 27 | 28 | 29 | 30 |
| 31  |    |    |    |    |    |    |

| 4월 |    |    |    |    |    |    |
| 일  | 월 | 화 | 수 | 목 | 금 | 토 |
|     | 1  | 2  | 3  | 4  | 5  | 6  |
| 7   | 8  | 9  | 10 | 11 | 12 | 13 |
| 14  | 15 | 16 | 17 | 18 | 19 | 20 |
| 21  | 22 | 23 | 24 | 25 | 26 | 27 |
| 28  | 29 | 30 |    |    |    |    |

| 5월 |    |    |    |    |    |    |
| 일  | 월 | 화 | 수 | 목 | 금 | 토 |
|     |    |    | 1  | 2  | 3  | 4  |
| 5   | 6  | 7  | 8  | 9  | 10 | 11 |
| 12  | 13 | 14 | 15 | 16 | 17 | 18 |
| 19  | 20 | 21 | 22 | 23 | 24 | 25 |
| 26  | 27 | 28 | 29 | 30 | 31 |    |

| 6월 |    |    |    |    |    |    |
| 일  | 월 | 화 | 수 | 목 | 금 | 토 |
|     |    |    |    |    |    | 1  |
| 2   | 3  | 4  | 5  | 6  | 7  | 8  |
| 9   | 10 | 11 | 12 | 13 | 14 | 15 |
| 16  | 17 | 18 | 19 | 20 | 21 | 22 |
| 23  | 24 | 25 | 26 | 27 | 28 | 29 |
| 30  |    |    |    |    |    |    |

| 7월 |    |    |    |    |    |    |
| 일  | 월 | 화 | 수 | 목 | 금 | 토 |
|     | 1  | 2  | 3  | 4  | 5  | 6  |
| 7   | 8  | 9  | 10 | 11 | 12 | 13 |
| 14  | 15 | 16 | 17 | 18 | 19 | 20 |
| 21  | 22 | 23 | 24 | 25 | 26 | 27 |
| 28  | 29 | 30 | 31 |    |    |    |

| 8월 |    |    |    |    |    |    |
| 일  | 월 | 화 | 수 | 목 | 금 | 토 |
|     |    |    |    | 1  | 2  | 3  |
| 4   | 5  | 6  | 7  | 8  | 9  | 10 |
| 11  | 12 | 13 | 14 | 15 | 16 | 17 |
| 18  | 19 | 20 | 21 | 22 | 23 | 24 |
| 25  | 26 | 27 | 28 | 29 | 30 | 31 |

| 9월 |    |    |    |    |    |    |
| 일  | 월 | 화 | 수 | 목 | 금 | 토 |
| 1   | 2  | 3  | 4  | 5  | 6  | 7  |
| 8   | 9  | 10 | 11 | 12 | 13 | 14 |
| 15  | 16 | 17 | 18 | 19 | 20 | 21 |
| 22  | 23 | 24 | 25 | 26 | 27 | 28 |
| 29  | 30 |    |    |    |    |    |

| 10월 |    |    |    |    |    |    |
| 일   | 월 | 화 | 수 | 목 | 금 | 토 |
|      |    | 1  | 2  | 3  | 4  | 5  |
| 6    | 7  | 8  | 9  | 10 | 11 | 12 |
| 13   | 14 | 15 | 16 | 17 | 18 | 19 |
| 20   | 21 | 22 | 23 | 24 | 25 | 26 |
| 27   | 28 | 29 | 30 | 31 |    |    |

| 11월 |    |    |    |    |    |    |
| 일   | 월 | 화 | 수 | 목 | 금 | 토 |
|      |    |    |    |    | 1  | 2  |
| 3    | 4  | 5  | 6  | 7  | 8  | 9  |
| 10   | 11 | 12 | 13 | 14 | 15 | 16 |
| 17   | 18 | 19 | 20 | 21 | 22 | 23 |
| 24   | 25 | 26 | 27 | 28 | 29 | 30 |

| 12월 |    |    |    |    |    |    |
| 일   | 월 | 화 | 수 | 목 | 금 | 토 |
| 1    | 2  | 3  | 4  | 5  | 6  | 7  |
| 8    | 9  | 10 | 11 | 12 | 13 | 14 |
| 15   | 16 | 17 | 18 | 19 | 20 | 21 |
| 22   | 23 | 24 | 25 | 26 | 27 | 28 |
| 29   | 30 | 31 |    |    |    |    |

### 음양력 대조 일람
| 음력월 | 월건 | 대소 | 음력 1일의 양력 월일 | 음력 1일 간지 |
| ------ | ---- | ---- | -------------------- | ------------- |
| 1월    | 병인 | 대   | 1월 31일             | 정미          |
| 2월    | 정묘 | 소   | 3월 2일              | 정축          |
| 3월    | 무진 | 대   | 3월 31일             | 병오          |
| 4월    | 기사 | 대   | 4월 30일             | 병자          |
| 5월    | 경오 | 소   | 5월 30일             | 병오          |
| 6월    | 신미 | 대   | 6월 28일             | 을해          |
| 7월    | 임신 | 소   | 7월 28일             | 을사          |
| 8월    | 계유 | 대   | 8월 26일             | 갑술          |
| 9월    | 갑술 | 소   | 9월 25일             | 갑진          |
| 10월   | 을해 | 대   | 10월 24일            | 계유          |
| 11월   | 병자 | 소   | 11월 23일            | 계묘          |
| 12월   | 정축 | 대   | 12월 22일            | 임신          |